# Svartpalpsveckmal
Svartpalpsveckmal (Parornix atripalpella) är en fjärilsart som beskrevs av Wahlström 1979. Svartpalpsveckmal ingår i släktet Parornix och familjen styltmalar.
Artens utbredningsområde är:
- Frankrike.
- Tyskland.
- Italien.
- Polen.
- Sverige.
- Schweiz.

Arten är reproducerande i Sverige. Inga underarter finns listade i Catalogue of Life.